# Suanhild
Suanhild: († 30 de julio de 1085 en Essen), también a menudo citada como Swanhild, Svanhild o Schwanhild, era la abadesa que estaba al cargo de la Abadía de Essen (Essen Stift) a partir probablemente de 1058 y hasta su muerte. Como sus predecesoras, construyó un edificio eclesiástico y extendió el tesoro de la catedral de Essen con nuevas obras de arte. Suanhild donó el Essen-Stoppenberg como capilla parroquial en 1073. Igualmente, agregó al tesoro de la catedral un relicario conteniendo parte del brazo del santo Basilius. 

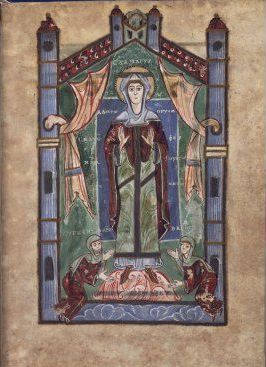
Una de las imágenes del Breviario de Svanhild.

## Biografía
Existen pocas fuentes escritas sobre Suanhild. Probablemente fue la sucesora directa de la última abadesa de Essen emparentada con la Casa Imperial, Theophanu (1039-1058). En el testamento de aquella, se la menciona como testigo, siendo al mismo tiempo la primera mención documental de Suanhild. Su fecha de nacimiento es desconocida. La edad mínima canóniga para convertirse en abadesa, 30 años cumplidos, hace que de ser realmente sucesora directa de Theophanus, tendría que haber nacido antes del año 1028. La fecha de la entrada de Suanhild como abadesa de la fundación es tan desconocida como su ascendencia. Sus posesiones hereditarias son bien conocidas, pero no quién las poseyó antes de Suanhild, de modo que tampoco es posible adscribirla a un linaje determinado. La asignación al linaje del conde den Hückeswagen, citada con frecuencia en la literatura, no puede hacernos olvidar que desgraciadamente el mencionado linaje aparece por primera vez documentado en el año 1133.
Suanhild fue una de las "Damas del Patronazgo" citadas como testigos en el testamento de Theophanu, pero no disfrutaba de cargo alguno. Sin embargo, el ocupar uno, era condición necesaria para concurrir al cargo de abadesa. Dicho puesto sólo estuvo asegurado desde el año 1703, en el cual el arzobispado de Colonia suscribió un documento que concedía a la iglesia de Stoppenberg, donada por Suanhil y consagrada por el arzobispo Anno II, determinados privilegios.
Entre mayo y junio de 1085, Suanhil intentó obtener del Sínodo de Mainz, por parte del emperador Enrique IV, la confirmación y cláusula protectora para el legado que ella misma pretendía realizar sobre sus propiedades familiares de Gesseron, Vuedereke y Hukengesuuage (Geißern en Wachtendonk y Hückeswagen, el tercer lugar permanece desconocido) a la Abadía de Essen. El documento nunca llegó a suscribirse, pese a estar redactado, aunque la donación sí prosperó: Wachtendonk permanecía aún, a fecha de la disolución de la Abadía, en los fondos patrimoniales de esta. 
Suanhild falleció según la Necrología de Essen un 30 de junio, probablemente de 1085, ya que nunca volvió a intentarse con fecha posterior la confirmación imperial a sus donaciones. Fue enterrada en el altar mayor de la cripta dedicada a patronos y patronas de la fundación, probablemente en una tumba elevada, colocada sobre la de Mathilde II, una de las abadesas más trascendentales en la historia de la Abadía.

## Obras

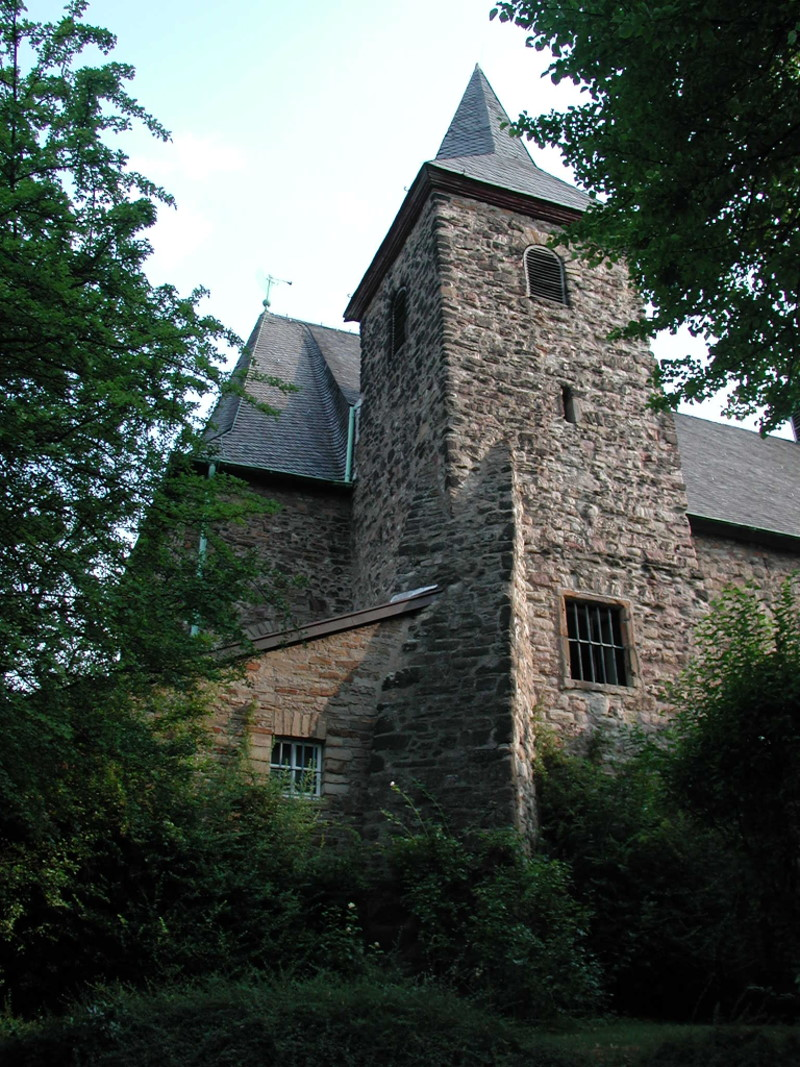
La Stiftskirche de Stoppenberg se construyó gracias a una donación efectuada por Suanhild.

### La iglesia de Stoppenberg
El actual barrio de Stoppenberg, en Essen, está a más de una hora de camino a pie desde la catedral de Essen, y en el siglo XI el camino era aún más largo y molesto para los labradores que acudían a sus servicios religiosos, de manera que estos, particularmente en el invierno, permanecían alejados del culto. Por esta razón, Suanhild ordenó la construcción de una capilla parroquial a su propio costo, es decir con fondos provenientes de su fortuna personal. La capilla fue consagrada el 29 de enero de 1073. Se trata de una basílica cruciforme con un coro cuadrangular, consagrada a San Nicolas de Myra.
El arzobispo de Colonia, Anno II, que realizó la bendición del templo, concedió a la capilla, por intervención de Suanhild, el privilegio de que los habitantes cercanos pudiesen recibir en ella los sacramentos, en casos de urgencia, y que pudieran realizarse allí servicios de difuntos. Hacía en el siglo XII pasó a ser iglesia (Kirche) conventual de un cercano convento, basado en una fundación canóniga o Stift, razón por la cual la capilla pasó a conocerse como Stiftkirche.

### El relicario del Basilius
Un relicario en forma de brazo, parte del tesoro de la Catedral de Essen, también se considera fruto de una donación de Suanhild. Se trata de un relicario de 46 centímetros de altura, en la forma de un antebrazo derecho, construido en roble tallado y finalmente revestido con chapas de plata y de cobre bañado en oro. Dado que el Basilius formaba parte de los santos patrones de la iglesia de Stoppenberg, y que durante la Edad Media el relicario era conducido anualmente desde la catedral a la capilla, su adscripción a Suanhild parece indiscutible.

### La Biblia de Suanhild
Suanhild también donó una magnífica Biblia cuya tapa estaba revestida con placas de oro y piedras preciosas. Con esto, seguía la senda marcada por su antecesora Theophanu, que había igualmente donado un excepcional ejemplar de Biblia, que sigue formando hoy mismo parte del tesoro de la catedral de Essen. En cambio, la Biblia de Suanhild se consideró mucho tiempo como perdida: todavía Küppers y Paul Mikat escribían en 1966 en un libro sobre el tesoro de catedral, que se habría extraviado. De hecho, el manuscrito se ha mantenido, aunque en efecto sin sus valiosas tapas; se encuentra bajo la inscripción Ms Latin 110 en la "John Rylands Library", en Mánchester. Cómo el manuscrito de Essen pudo llegar a Mánchester, no se conoce en detalle.

## Influencias

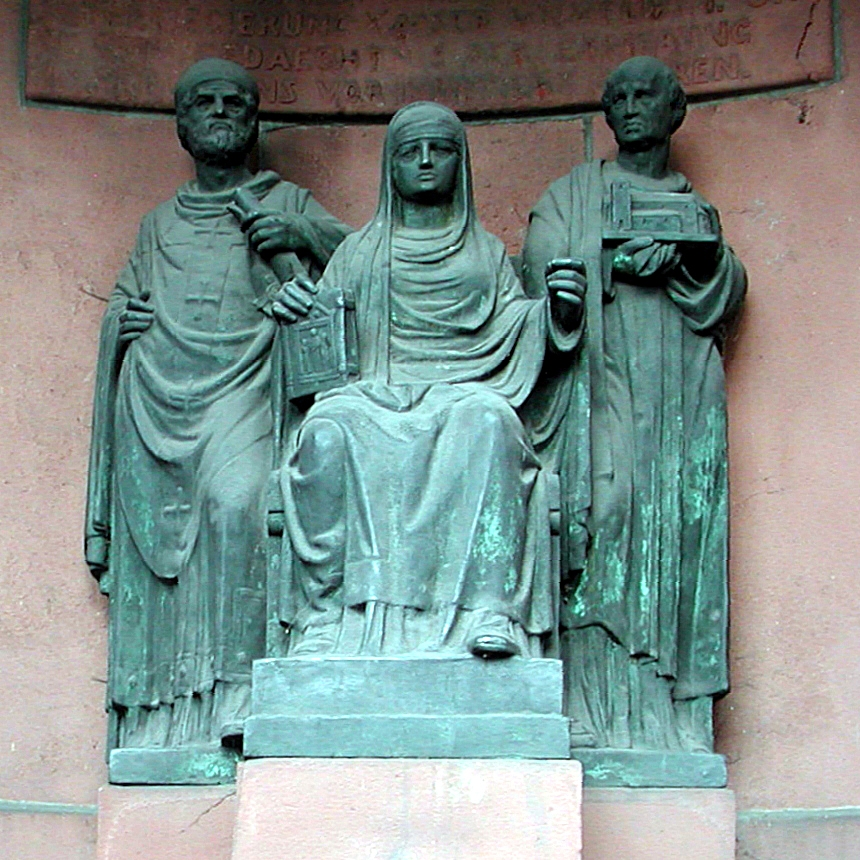
Las figuras de la fuente de Suanhild: Anno con la concesión eclesial, Suanhild y Heinrich von Essen con un modelo de la Stiftskirche

Suanhild donó de los rendimientos de los bienes que ella había transmitido a la abadía, la ocupación de un puesto conventual que debía ser siempre ejercido por un canónigo del Stift de Essen. Los deberes del propietario de dicho puesto eran la administración de los bienes donados por ella y el mantenimiento de los servicios In Memorian. De estos últimos formaban parte cuatro misas y una Vigilia que tenían que ser anualmente celebradas y leídas en la fecha de su defunción, así como la distribución de una cantidad determinada de panes a repartir entre personas de la Abadía, y otros donativos en metálico. El servicio subsistió todavía cinco años después de la disolución del Stift, llegando hasta el 1808, fecha en la que el antiguo canónigo de Essen, Nikolaus Poger, moría como su último propietario.

## Evaluación
La afirmación de Küppers y Mikats en su libro sobre el tesoro de la catedral, en el sentido de que el tiempo de gloria de la abadía de Essen terminó con la muerte de Theophanus, la última abadesa proveniente de la dinastía imperial, es dudosa. Suanhild actuó en todos las cuestiones siguiendo la tradición de sus antecesoras: aumentó los bienes de la Abadía por medio de donaciones y fundaciones construidas con su patrimonio familiar heredado.